# Temporada 2018 del Campeonato del Mundo de Moto3
La temporada 2018 del campeonato del mundo de Moto3 es la 7.ª edición de este campeonato creado en 2012 y además es parte de la 70.ª edición del Campeonato del Mundo de Motociclismo.
A partir de esta temporada los equipos tendrán una clasificación por equipos como la que tiene MotoGP, en esta clasificación sumaran los pilotos titulares de los equipos y los pilotos de reemplazo. Los pilotos invitados (wildcard) no puntúan en esta clasificación.
Joan Mir empezará la temporada como el campeón defensor de Moto3, pero no estará defendiendo su título al unirse a la clase intermedia del campeonato, Moto2.

## Calendario
Los siguientes Grandes Premios están programados para tener lugar en 2018.
| Ronda | Gran Premio                                         | Circuito                                                | Fecha            |
| ----- | --------------------------------------------------- | ------------------------------------------------------- | ---------------- |
| 1     | Grand Prix of Qatar                                 | Losail International Circuit, Lusail                    | 18 de marzo      |
| 2     | Gran Premio de la República Argentina               | Autódromo Termas de Río Hondo, Santiago del Estero      | 8 de abril       |
| 3     | Grand Prix of the Americas                          | Circuit of the Americas, Austin                         | 22 de abril      |
| 4     | Gran Premio de España                               | Circuito de Jerez, Jerez de la Frontera                 | 6 de mayo        |
| 5     | Grand Prix de France                                | Circuit Bugatti, Le Mans                                | 20 de mayo       |
| 6     | Gran Premio d'Italia                                | Mugello Circuit, Scarperia e San Piero                  | 3 de junio       |
| 7     | Gran Premi de Catalunya                             | Circuit de Barcelona-Catalunya, Montmeló                | 17 de junio      |
| 8     | Dutch TT                                            | TT Circuit Assen, Assen                                 | 1 de julio       |
| 9     | Motorrad Grand Prix Deutschland                     | Sachsenring, Hohenstein-Ernstthal                       | 15 de julio      |
| 10    | Grand Prix České republiky                          | Automotodrom Brno, Brno                                 | 5 de agosto      |
| 11    | Grand Prix von Österreich                           | Red Bull Ring, Spielberg                                | 12 de agosto     |
| 12    | Octo British Grand Prix                             | Silverstone Circuit, Silverstone                        | 26 de agosto     |
| 13    | Gran Premio di San Marino e della Riviera di Rimini | Misano World Circuit Marco Simoncelli, Misano Adriatico | 9 de septiembre  |
| 14    | Gran Premio de Aragón                               | Motorland Aragón, Alcañiz                               | 23 de septiembre |
| 15    | Thailand Grand Prix                                 | Buriram United International Circuit, Buriram           | 7 de octubre     |
| 16    | Grand Prix of Japan                                 | Twin Ring Motegi, Motegi                                | 21 de octubre    |
| 17    | Australian Motorcycle Grand Prix                    | Phillip Island Grand Prix Circuit, Phillip Island       | 28 de octubre    |
| 18    | Malaysia Motorcycle Grand Prix                      | Sepang International Circuit, Selangor                  | 4 de noviembre   |
| 19    | Gran Premio de la Comunitat Valenciana              | Circuit Ricardo Tormo, Valencia                         | 18 de noviembre  |

1. ↑  Dorna Sports , titular de los derechos comerciales, no se refiere al Buriram International Circuit por su nombre comercial, que incluye a Chang Beer de ThaiBev, el patrocinador de los derechos de denominación del circuito, debido a las restricciones de publicidad de alcohol en Francia y Qatar.

### Cambios en el calendario
- El British Grand Prix estaba programado para pasar de Silverstone al nuevo Circuito de Gales, pero la construcción de la nueva pista no ha comenzado.[22] Los dos circuitos alcanzaron un acuerdo que verá a Silverstone con la opción de acoger la carrera de 2018.[23]

## Equipos y pilotos
El 9 de noviembre de 2017 se publicó una lista provisional de pilotos y equipos para 2018.
| Equipo                                                | Constructor | Moto           | N.º | Piloto                 | Rondas      |
| ----------------------------------------------------- | ----------- | -------------- | --- | ---------------------- | ----------- |
| TM Racing Factory 3570 MTA                            | TM Racing   | TM Racing      | 3   | Kevin Zannoni          | 13          |
| Bester Capital Dubai                                  | KTM         | KTM RC250GP    | 5   | Jaume Masiá            | 1–17, 19    |
| Bester Capital Dubai                                  | KTM         | KTM RC250GP    | 42  | Marcos Ramírez         | Todas       |
| Petronas Sprinta Racing                               | Honda       | Honda NSF250RW | 7   | Adam Norrodin          | 1–18        |
| Petronas Sprinta Racing                               | Honda       | Honda NSF250RW | 26  | Izam Ikmal             | 19          |
| Petronas Sprinta Racing                               | Honda       | Honda NSF250RW | 71  | Ayumu Sasaki           | 1–13, 15–19 |
| SKY Racing Team VR46 VR46 Master Camp Team            | KTM         | KTM RC250GP    | 8   | Nicolò Bulega          | 1–15        |
| SKY Racing Team VR46 VR46 Master Camp Team            | KTM         | KTM RC250GP    | 9   | Apiwath Wongthananon   | 15, 18      |
| SKY Racing Team VR46 VR46 Master Camp Team            | KTM         | KTM RC250GP    | 10  | Dennis Foggia          | Todas       |
| SKY Racing Team VR46 VR46 Master Camp Team            | KTM         | KTM RC250GP    | 31  | Celestino Vietti       | 16–19       |
| Reale Avintia Academy Reale Avintia Academy 77        | KTM         | KTM RC250GP    | 11  | Livio Loi              | 1–8         |
| Reale Avintia Academy Reale Avintia Academy 77        | KTM         | KTM RC250GP    | 77  | Vicente Pérez          | 7           |
| Reale Avintia Academy Reale Avintia Academy 77        | KTM         | KTM RC250GP    | 77  | Vicente Pérez          | 9–19        |
| Redox PrüstelGP                                       | KTM         | KTM RC250GP    | 12  | Marco Bezzecchi        | Todas       |
| Redox PrüstelGP                                       | KTM         | KTM RC250GP    | 84  | Jakub Kornfeil         | Todas       |
| Kohara Racing Team                                    | Honda       | Honda NSF250RW | 13  | Shizuka Okazaki        | 16          |
| Marinelli Snipers Team                                | Honda       | Honda NSF250RW | 14  | Tony Arbolino          | Todas       |
| Marinelli Snipers Team                                | Honda       | Honda NSF250RW | 76  | Makar Yurchenko        | 18          |
| Cuna de Campeones Czech Talent Team                   | KTM         | KTM RC250GP    | 15  | Filip Salač            | 10          |
| Ángel Nieto Team Moto3                                | KTM         | KTM RC250GP    | 16  | Andrea Migno           | Todas       |
| Ángel Nieto Team Moto3                                | KTM         | KTM RC250GP    | 25  | Raúl Fernández         | 7, 14, 19   |
| Ángel Nieto Team Moto3                                | KTM         | KTM RC250GP    | 75  | Albert Arenas          | Todas       |
| CIP - Green Power                                     | KTM         | KTM RC250GP    | 17  | John McPhee            | Todas       |
| CIP - Green Power                                     | KTM         | KTM RC250GP    | 76  | Makar Yurchenko        | 1–7         |
| CIP - Green Power                                     | KTM         | KTM RC250GP    | 81  | Stefano Nepa           | 8–19        |
| Lamotec Lagemaat Racing                               | KTM         | KTM RC250GP    | 18  | Ryan van de Lagemaat   | 8           |
| RBA BOE Skull Rider                                   | KTM         | KTM RC250GP    | 19  | Gabriel Rodrigo        | 1–17, 19    |
| RBA BOE Skull Rider                                   | KTM         | KTM RC250GP    | 22  | Kazuki Masaki          | Todas       |
| City Lifting RS Racing                                | KTM         | KTM RC250GP    | 20  | Jake Archer            | 12          |
| Del Conca Gresini Moto3                               | Honda       | Honda NSF250RW | 21  | Fabio Di Giannantonio  | Todas       |
| Del Conca Gresini Moto3                               | Honda       | Honda NSF250RW | 88  | Jorge Martín           | Todas       |
| SIC58 Squadra Corse                                   | Honda       | Honda NSF250RW | 23  | Niccolò Antonelli      | 1–16, 18-19 |
| SIC58 Squadra Corse                                   | Honda       | Honda NSF250RW | 24  | Tatsuki Suzuki         | Todas       |
| SIC58 Squadra Corse                                   | Honda       | Honda NSF250RW | 55  | Yari Montella          | 13          |
| SIC58 Squadra Corse                                   | Honda       | Honda NSF250RW | 55  | Yari Montella          | 17          |
| Red Bull KTM Ajo                                      | KTM         | KTM RC250GP    | 25  | Raúl Fernández         | 9           |
| Red Bull KTM Ajo                                      | KTM         | KTM RC250GP    | 40  | Darryn Binder          | 1–8, 10–18  |
| Red Bull KTM Ajo                                      | KTM         | KTM RC250GP    | 61  | Can Öncü               | 19          |
| Honda Team Asia                                       | Honda       | Honda NSF250RW | 27  | Kaito Toba             | Todas       |
| Honda Team Asia                                       | Honda       | Honda NSF250RW | 41  | Nakarin Atiratphuvapat | Todas       |
| Asia Talent Team                                      | Honda       | Honda NSF250RW | 32  | Ai Ogura               | 4, 8–9, 11  |
| Leopard Racing                                        | Honda       | Honda NSF250RW | 33  | Enea Bastianini        | Todas       |
| Leopard Racing                                        | Honda       | Honda NSF250RW | 48  | Lorenzo Dalla Porta    | Todas       |
| Leopard Racing                                        | Honda       | Honda NSF250RW | 69  | Tom Booth-Amos         | 12          |
| Leopard Racing                                        | Honda       | Honda NSF250RW | 96  | Manuel Pagliani        | 6           |
| AP Honda Racing Thailand                              | Honda       | Honda NSF250RW | 35  | Somkiat Chantra        | 15          |
| Team Plus One                                         | Honda       | Honda NSF250RW | 36  | Yuto Fukushima         | 16          |
| Freudenberg Racing Team                               | KTM         | KTM RC250GP    | 43  | Luca Grünwald          | 9           |
| Estrella Galicia 0,0 Junior Team Estrella Galicia 0,0 | Honda       | Honda NSF250RW | 44  | Arón Canet             | 1–14, 16–19 |
| Estrella Galicia 0,0 Junior Team Estrella Galicia 0,0 | Honda       | Honda NSF250RW | 52  | Jeremy Alcoba          | 4, 14       |
| Estrella Galicia 0,0 Junior Team Estrella Galicia 0,0 | Honda       | Honda NSF250RW | 52  | Jeremy Alcoba          | 15          |
| Estrella Galicia 0,0 Junior Team Estrella Galicia 0,0 | Honda       | Honda NSF250RW | 72  | Alonso López           | Todas       |
| Südmetal Schedl GP Racing                             | KTM         | KTM RC250GP    | 65  | Philipp Öttl           | Todas       |
| Motorsport Kofler                                     | KTM         | KTM RC250GP    | 73  | Maximilian Kofler      | 11          |
| NRT Junior Team                                       | KTM         | KTM RC250GP    | 81  | Stefano Nepa           | 6           |

| Leyenda             | Leyenda |
| ------------------- | ------- |
| Piloto titular      |         |
| Piloto invitado     |         |
| Piloto de reemplazo |         |

### Cambios de pilotos
- Enea Bastianini se trasladó al Leopard Racing, ocupando el asiento dejado vacante por Joan Mir que sube a Moto2, con Alonso López reemplazando a Bastianini en el Estrella Galicia 0,0.
- El piloto del Sky Racing Team VR46, Andrea Migno, correrá en el Aspar Racing Team y reemplazando a Lorenzo Dalla Porta.
- Dennis Foggia hará su debut como piloto titular en Moto3 con el Sky Racing Team VR46, habiendo competido previamente como piloto sustituto y wild card en la temporada 2017.
- Jaume Masiá hará su debut como piloto titular en Moto3 con el Bester Capital Dubai después de competir previamente como piloto de reemplazo para el equipo en la temporada 2017.
- Marco Bezzecchi pasará del CIP al MC Saxoprint, reemplazando a Patrik Pulkkinen, quien dejó el equipo debido a varios malos resultados.
- Niccolò Antonelli pasará del Red Bull KTM Ajo al SIC58 Squadra Corse.
- Después de su debut como piloto titular con el SIC58 Squadra Corse, Tony Arbolino se pasará al Marinelli Rivacold Snipers.
- Darryn Binder correrá para el Red Bull KTM Ajo la próxima temporada, reemplazando a Bo Bendsneyder que se correrá en Moto2 con el Tech 3.
- Lorenzo Dalla Porta correrá con el Leopard Racing en 2018, reemplazando a Livio Loi, quien se trasladará al Reale Stylobike.
- Makar Yurchenko hará su debut en Moto3 con CIP.
- María Herrera pasarán a Moto2, uniéndose a Reale Style Racing.
- Tanto Romano Fenati como Jules Danilo pasarán a Moto2, uniéndose a Marinelli Rivacold Snipers y SAG Racing Team respectivamente.
- John McPhee se unirá al CIP, reemplazando a Manuel Pagliani, quien actualmente no tiene transporte para el próximo año.
- María Herrera dejó Moto3 para pasar al Campeonato Mundial de Supersport 300.
- Juanfran Guevara no continuará con el RBA BOE Racing Team después de que anunció su retiro de las carreras profesionales debido a razones personales y económicas. El japonés Kazuki Masaki ganador de la Red Bull MotoGP Rookies Cup en 2017 fue elegido como su reemplazo.

### Cambios de equipos
- Mahindra y Peugeot se retiraron del Campeonato después de la temporada 2017. Aspar Racing Team (ahora conocido como Ángel Nieto Team), MC Saxoprint y CIP se pasaron a KTM como resultado de su retirada.
- El equipo AGR cerró sus operaciones tanto en Moto2 como en Moto3 después del GP de Aragón de 2017 debido a problemas financieros, junto con el bajo rendimiento durante la temporada 2017.
- British Talent Team's Moto3 team se pondrá en un paréntesis temporal durante los próximos años a partir de 2018.
- Marinelli Rivacold Snipers se han reducido a una moto a cambio de una plaza en Moto2 para 2018.
- Avintia Racing regresa a Moto3 luego de una pausa de cinco temporadas. Unen fuerzas con Team Stylobike para formar Reale Stylobike, alineando una KTM para Livio Loi.
- Red Bull KTM Ajo también se redujo a una moto a cambio de dos motos en el FIM CEV Moto3 para 2018.

## Resultados y clasificación

### Grandes Premios
| Ronda | Gran Premio                            | Pole position     | Vuelta rápida         | Piloto ganador        | Constructor ganador |
| ----- | -------------------------------------- | ----------------- | --------------------- | --------------------- | ------------------- |
| 1     | Gran Premio de Catar                   | Niccolò Antonelli | Arón Canet            | Jorge Martín          | Honda               |
| 2     | Gran Premio de Argentina               | Tony Arbolino     | Jorge Martín          | Marco Bezzecchi       | KTM                 |
| 3     | Gran Premio de las Américas            | Jorge Martín      | Enea Bastianini       | Jorge Martín          | Honda               |
| 4     | Gran Premio de España                  | Jorge Martín      | Alonso López          | Philipp Öttl          | KTM                 |
| 5     | Gran Premio de Francia                 | Jorge Martín      | Jorge Martín          | Albert Arenas         | KTM                 |
| 6     | Gran Premio de Italia                  | Jorge Martín      | Fabio Di Giannantonio | Jorge Martín          | Honda               |
| 7     | Gran Premio de Cataluña                | Enea Bastianini   | Jaume Masiá           | Enea Bastianini       | Honda               |
| 8     | Gran Premio de los Países Bajos        | Jorge Martín      | Arón Canet            | Jorge Martín          | Honda               |
| 9     | Gran Premio de Alemania                | Jorge Martín      | Arón Canet            | Jorge Martín          | Honda               |
| 10    | Gran Premio de la República Checa      | Jakub Kornfeil    | Arón Canet            | Fabio Di Giannantonio | Honda               |
| 11    | Gran Premio de Austria                 | Marco Bezzecchi   | Lorenzo Dalla Porta   | Marco Bezzecchi       | KTM                 |
| 12    | Gran Premio de Gran Bretaña            | Jorge Martín      | Carrera cancelada     | Carrera cancelada     | Carrera cancelada   |
| 13    | Gran Premio de San Marino              | Jorge Martín      | Gabriel Rodrigo       | Lorenzo Dalla Porta   | Honda               |
| 14    | Gran Premio de Aragón                  | Jorge Martín      | Jaume Masiá           | Jorge Martín          | Honda               |
| 15    | Gran Premio de Tailandia               | Marco Bezzecchi   | Dennis Foggia         | Fabio Di Giannantonio | Honda               |
| 16    | Gran Premio de Japón                   | Gabriel Rodrigo   | Darryn Binder         | Marco Bezzecchi       | KTM                 |
| 17    | Gran Premio de Australia               | Jorge Martín      | Lorenzo Dalla Porta   | Albert Arenas         | KTM                 |
| 18    | Gran Premio de Malasia                 | Jorge Martín      | Jorge Martín          | Jorge Martín          | Honda               |
| 19    | Gran Premio de la Comunidad Valenciana | Tony Arbolino     | Tony Arbolino         | Can Öncü              | KTM                 |

### Clasificación por pilotos
Sistema de puntuación
Los puntos se reparten entre los quince primeros clasificados en acabar la carrera. 
Sistema de puntuación de 1993 hasta 2022:
| Posición | 1.º | 2.º | 3.º | 4.º | 5.º | 6.º | 7.º | 8.º | 9.º | 10.º | 11.º | 12.º | 13.º | 14.º | 15.º |
| Puntos   | 25  | 20  | 16  | 13  | 11  | 10  | 9   | 8   | 7   | 6    | 5    | 4    | 3    | 2    | 1    |

| Pos. | Piloto                 | Moto      | QAT | ARG | USA | ESP | FRA | ITA | CAT | NED | GER | CZE | AUT | GBR | RSM | ARA | THA | JPN | AUS | MAL | VAL | Ptos. |
| ---- | ---------------------- | --------- | --- | --- | --- | --- | --- | --- | --- | --- | --- | --- | --- | --- | --- | --- | --- | --- | --- | --- | --- | ----- |
| 1    | Jorge Martín           | Honda     | 1   | 11  | 1   | Ret | Ret | 1   | Ret | 1   | 1   | DNS | 3   | C   | 2   | 1   | 4   | Ret | 5   | 1   | 2   | 260   |
| 2    | Fabio Di Giannantonio  | Honda     | 6   | 3   | 5   | 7   | 4   | 3   | 7   | 9   | Ret | 1   | 11  | C   | 3   | 4   | 1   | Ret | 2   | 6   | 4   | 218   |
| 3    | Marco Bezzecchi        | KTM       | 14  | 1   | 3   | 2   | Ret | 2   | 2   | Ret | 2   | 6   | 1   | C   | Ret | 2   | NC  | 1   | Ret | 5   | 20  | 214   |
| 4    | Enea Bastianini        | Honda     | Ret | 4   | 2   | Ret | Ret | 6   | 1   | 3   | Ret | 4   | 2   | C   | Ret | 3   | Ret | 7   | 8   | 3   | 5   | 177   |
| 5    | Lorenzo Dalla Porta    | Honda     | 3   | 7   | 18  | Ret | Ret | 8   | 17  | 6   | 13  | 10  | 5   | C   | 1   | 13  | 2   | 2   | Ret | 2   | 18  | 151   |
| 6    | Arón Canet             | Honda     | 2   | 2   | 8   | Ret | 8   | 11  | Ret | 2   | 5   | 2   | 10  | C   | Ret | Ret |     | Ret | 6   | Ret | Ret | 128   |
| 7    | Gabriel Rodrigo        | KTM       | 5   | 9   | 12  | 10  | Ret | 4   | 3   | 8   | Ret | 5   | 8   | C   | 4   | Ret | 5   | 8   | Ret |     | 17  | 116   |
| 8    | Jakub Kornfeil         | KTM       | 9   | 14  | 7   | 8   | 6   | 23  | 11  | 5   | 7   | 3   | 13  | C   | 5   | 11  | 10  | 10  | 9   | 20  | 15  | 116   |
| 9    | Albert Arenas          | KTM       | DNS | Ret | 15  | Ret | 1   | 14  | Ret | 14  | Ret | 9   | 4   | C   | 6   | 7   | Ret | Ret | 1   | 4   | Ret | 107   |
| 10   | Marcos Ramírez         | KTM       | 15  | 12  | Ret | 3   | 3   | 15  | Ret | 10  | 4   | 7   | 15  | C   | 16  | 5   | 8   | 12  | Ret | 11  | 9   | 102   |
| 11   | Andrea Migno           | KTM       | 10  | 13  | 4   | 13  | 2   | 5   | Ret | 26  | 12  | 20  | Ret | C   | 9   | 12  | 11  | 13  | 13  | 16  | 14  | 84    |
| 12   | John McPhee            | KTM       | Ret | 17  | 14  | Ret | 12  | 12  | 4   | Ret | 3   | Ret | 12  | C   | Ret | 10  | Ret | 5   | 14  | Ret | 3   | 78    |
| 13   | Jaume Masiá            | KTM       | 12  | Ret | 21  | 5   | 10  | Ret | Ret | 4   | 6   | 17  | 6   | C   | Ret | 9   | 17  | 11  | Ret |     | 6   | 76    |
| 14   | Tatsuki Suzuki         | Honda     | DNS | 21  | 9   | 6   | 9   | 17  | 5   | 13  | Ret | 14  | 18  | C   | Ret | 6   | Ret | 15  | 4   | 9   | Ret | 71    |
| 15   | Niccolò Antonelli      | Honda     | 4   | 8   | 24  | 11  | 5   | 9   | DNS | 15  | 16  | 11  | 22  | C   | 10  | Ret | Ret | Ret |     | 10  | 7   | 71    |
| 16   | Philipp Öttl           | KTM       | Ret | 23  | 6   | 1   | 15  | 19  | 16  | 18  | 8   | 8   | 14  | C   | DNS | 19  | 13  | 16  | 15  | 19  | Ret | 58    |
| 17   | Darryn Binder          | KTM       | Ret | 22  | 13  | DNS | 11  | 13  | Ret | 7   |     | 23  | 19  | C   | 8   | 18  | Ret | 3   | 12  | 7   | 19  | 57    |
| 18   | Tony Arbolino          | Honda     | 17  | 10  | 20  | Ret | 7   | 7   | Ret | 17  | 17  | 15  | 9   | C   | 11  | 16  | 14  | 6   | Ret | 8   | Ret | 57    |
| 19   | Dennis Foggia          | KTM       | 16  | Ret | 16  | Ret | 14  | Ret | 9   | 12  | 19  | 12  | 26  | C   | 7   | 25  | 3   | 4   | Ret | Ret | Ret | 55    |
| 20   | Ayumu Sasaki           | Honda     | 8   | 16  | 11  | 12  | 16  | 16  | Ret | 19  | 10  | 22  | 7   | C   | Ret |     | Ret | 9   | 10  | 18  | 11  | 50    |
| 21   | Adam Norrodin          | Honda     | 11  | 5   | Ret | 16  | Ret | Ret | 13  | 21  | 11  | Ret | 17  | C   | 12  | 8   | 15  | 19  | 7   | 23  |     | 46    |
| 22   | Kaito Toba             | Honda     | 7   | 19  | Ret | 9   | 17  | 20  | 6   | 16  | 18  | Ret | 16  | C   | 13  | 26  | 12  | 17  | 19  | 12  | Ret | 37    |
| 23   | Alonso López           | Honda     | Ret | 6   | 17  | 4   | 19  | 18  | 8   | 25  | Ret | 18  | 24  | C   | Ret | 20  | Ret | 18  | 11  | Ret | Ret | 36    |
| 24   | Can Öncü               | KTM       |     |     |     |     |     |     |     |     |     |     |     |     |     |     |     |     |     |     | 1   | 25    |
| 25   | Celestino Vietti       | KTM       |     |     |     |     |     |     |     |     |     |     |     |     |     |     |     | 14  | 3   | Ret | 10  | 24    |
| 26   | Nicolò Bulega          | KTM       | Ret | Ret | Ret | 17  | Ret | 21  | Ret | 11  | 14  | 19  | 23  | C   | Ret | 14  | 7   |     |     |     |     | 18    |
| 27   | Vicente Pérez          | KTM       |     |     |     |     |     |     | DNS |     | Ret | 21  | 25  | C   | 14  | 15  | 6   | Ret | 20  | 13  | Ret | 16    |
| 28   | Raúl Fernández         | KTM       |     |     |     |     |     |     | 10  |     | 9   |     |     |     |     | 17  |     |     |     |     | 13  | 16    |
| 29   | Nakarin Atiratphuvapat | Honda     | 18  | 18  | 23  | 19  | 20  | 25  | 14  | 22  | Ret | 16  | 28  | C   | 18  | 24  | Ret | 21  | 18  | 14  | 8   | 12    |
| 30   | Makar Yurchenko        | KTM       | 19  | 24  | 19  | 14  | 13  | Ret | 12  |     |     |     |     |     |     |     |     |     |     |     |     | 9     |
| 30   | Makar Yurchenko        | Honda     |     |     |     |     |     |     |     |     |     |     |     |     |     |     |     |     |     | 17  |     | 9     |
| 31   | Kazuki Masaki          | KTM       | 13  | 20  | 22  | 20  | 18  | 22  | Ret | 20  | 15  | 13  | 21  | C   | 15  | 21  | 20  | 22  | DNS | 15  | 16  | 9     |
| 32   | Livio Loi              | KTM       | Ret | 15  | 10  | 18  | 21  | 24  | 15  | 24  |     |     |     |     |     |     |     |     |     |     |     | 8     |
| 33   | Somkiat Chantra        | Honda     |     |     |     |     |     |     |     |     |     |     |     |     |     |     | 9   |     |     |     |     | 7     |
| 34   | Manuel Pagliani        | Honda     |     |     |     |     |     | 10  |     |     |     |     |     |     |     |     |     |     |     |     |     | 6     |
| 35   | Stefano Nepa           | KTM       |     |     |     |     |     | Ret |     | 27  | 21  | Ret | 27  | C   | 17  | 22  | 19  | 20  | 17  | 21  | 12  | 4     |
| 36   | Ai Ogura               | Honda     |     |     |     | 15  |     |     |     | 23  | Ret |     | 20  |     |     |     |     |     |     |     |     | 1     |
|      | Yari Montella          | Honda     |     |     |     |     |     |     |     |     |     |     |     |     | 19  |     |     |     | 16  |     |     | 0     |
|      | Apiwat Wongthananon    | KTM       |     |     |     |     |     |     |     |     |     |     |     |     |     |     | 16  |     |     | 22  |     | 0     |
|      | Jeremy Alcoba          | Honda     |     |     |     | Ret |     |     |     |     |     |     |     |     |     | 23  | 18  |     |     |     |     | 0     |
|      | Kevin Zannoni          | TM Racing |     |     |     |     |     |     |     |     |     |     |     |     | 20  |     |     |     |     |     |     | 0     |
|      | Luca Grünwald          | KTM       |     |     |     |     |     |     |     |     | 20  |     |     |     |     |     |     |     |     |     |     | 0     |
|      | Shizuka Okazaki        | Honda     |     |     |     |     |     |     |     |     |     |     |     |     |     |     |     | 23  |     |     |     | 0     |
|      | Yuto Fukishima         | Honda     |     |     |     |     |     |     |     |     |     |     |     |     |     |     |     | 24  |     |     |     | 0     |
|      | Filip Salač            | KTM       |     |     |     |     |     |     |     |     |     | 24  |     |     |     |     |     |     |     |     |     | 0     |
|      | Ryan van de Lagemaat   | KTM       |     |     |     |     |     |     |     | 28  |     |     |     |     |     |     |     |     |     |     |     | 0     |
|      | Maximilian Kofler      | KTM       |     |     |     |     |     |     |     |     |     |     | 29  |     |     |     |     |     |     |     |     | 0     |
|      | Jake Archer            | KTM       |     |     |     |     |     |     |     |     |     |     |     | C   |     |     |     |     |     |     |     | 0     |
|      | Tom Booth-Amos         | Honda     |     |     |     |     |     |     |     |     |     |     |     | C   |     |     |     |     |     |     |     | 0     |
| Pos. | Piloto                 | Moto      | QAT | ARG | USA | ESP | FRA | ITA | CAT | NED | GER | CZE | AUT | GBR | RSM | ARA | THA | JPN | AUS | MAL | VAL | Ptos. |

| Color     | Resultado                                                               |
| --------- | ----------------------------------------------------------------------- |
| Oro       | Ganador                                                                 |
| Plata     | 2.ª plaza                                                               |
| Bronce    | 3.ª plaza                                                               |
| Verde     | Finalizó en los puntos                                                  |
| Azul      | Finalizó sin puntos                                                     |
| Azul      | NC - No clasificado                                                     |
| Violeta   | Ret - No terminó (Carrera)                                              |
| Rojo      | DNQ - No se clasificó                                                   |
| Negro     | DSQ - Descalificado                                                     |
| Blanco    | DNS - No empezó (carrera)                                               |
| Blanco    | WD - Retirado (fin de semana)                                           |
| Blanco    | C - Carrera cancelada                                                   |
| Sin color | DNP - Inscrito pero no participó                                        |
| Sin color | INJ - Lesionado                                                         |
| Sin color | EX - Excluido                                                           |
| Estado    | Resultado                                                               |
| Negrita   | Pole position                                                           |
| Cursiva   | Vuelta rápida                                                           |
| †         | Abandona, pero clasifica al completar el porcentaje requerido para ello |

- En azul los pilotos novatos

### Clasificación constructores
| Pos. | Constructor | QAT | ARG | USA | ESP | FRA | ITA | CAT | NED | GER | CZE | AUT | GBR | RSM | ARA | THA | JPN | AUS | MAL | VAL | Ptos. |
| ---- | ----------- | --- | --- | --- | --- | --- | --- | --- | --- | --- | --- | --- | --- | --- | --- | --- | --- | --- | --- | --- | ----- |
| 1    | Honda       | 1   | 2   | 1   | 4   | 4   | 1   | 1   | 1   | 1   | 1   | 2   | C   | 1   | 1   | 1   | 2   | 2   | 1   | 2   | 401   |
| 2    | KTM         | 5   | 1   | 3   | 1   | 1   | 2   | 2   | 4   | 2   | 3   | 1   | C   | 4   | 2   | 3   | 1   | 1   | 4   | 1   | 353   |
|      | TM Racing   |     |     |     |     |     |     |     |     |     |     |     |     | 20  |     |     |     |     |     |     | 0     |
| Pos. | Constructor | QAT | ARG | USA | ESP | FRA | ITA | CAT | NED | GER | CZE | AUT | GBR | RSM | ARA | THA | JPN | AUS | MAL | VAL | Ptos. |

### Clasificación de equipos
| Pos | Equipo                    | No. Moto | QAT | ARG | USA | ESP | FRA | ITA | CAT | NED | GER | CZE | AUT | GBR | RSM | ARA | THA | JPN | AUS | MAL | VAL | Pts |
| --- | ------------------------- | -------- | --- | --- | --- | --- | --- | --- | --- | --- | --- | --- | --- | --- | --- | --- | --- | --- | --- | --- | --- | --- |
| 1   | Del Conca Gresini Moto3   | 21       | 6   | 3   | 5   | 7   | 4   | 3   | 7   | 9   | Ret | 1   | 11  | C   | 3   | 4   | 1   | Ret | 2   | 6   | 4   | 478 |
| 1   | Del Conca Gresini Moto3   | 88       | 1   | 11  | 1   | Ret | Ret | 1   | Ret | 1   | 1   | DNS | 3   | C   | 2   | 1   | 4   | Ret | 5   | 1   | 2   | 478 |
| 2   | Redox PrüstelGP           | 12       | 14  | 1   | 3   | 2   | Ret | 2   | 2   | Ret | 2   | 6   | 1   | C   | Ret | 2   | NC  | 1   | Ret | 5   | 20  | 330 |
| 2   | Redox PrüstelGP           | 84       | 9   | 14  | 7   | 8   | 6   | 23  | 11  | 5   | 7   | 3   | 13  | C   | 5   | 11  | 10  | 10  | 9   | 20  | 15  | 330 |
| 3   | Leopard Racing            | 33       | Ret | 4   | 2   | Ret | Ret | 6   | 1   | 3   | Ret | 4   | 2   | C   | Ret | 3   | Ret | 7   | 8   | 3   | 5   | 328 |
| 3   | Leopard Racing            | 48       | 3   | 7   | 18  | Ret | Ret | 8   | 17  | 6   | 13  | 10  | 5   | C   | 1   | 13  | 2   | 2   | Ret | 2   | 18  | 328 |
| 4   | Ángel Nieto Team Moto3    | 16       | 10  | 13  | 4   | 13  | 2   | 5   | Ret | 26  | 12  | 20  | Ret | C   | 9   | 12  | 11  | 13  | 13  | 16  | 14  | 191 |
| 4   | Ángel Nieto Team Moto3    | 75       | DNS | Ret | 15  | Ret | 1   | 14  | Ret | 14  | Ret | 9   | 4   | C   | 6   | 7   | Ret | Ret | 1   | 4   | Ret | 191 |
| 6   | Estrella Galicia 0,0      | 44       | 2   | 2   | 8   | Ret | 8   | 11  | Ret | 2   | 5   | 2   | 10  | C   | Ret | Ret |     | Ret | 6   | Ret | Ret | 164 |
| 6   | Estrella Galicia 0,0      | 52       |     |     |     |     |     |     |     |     |     |     |     |     |     |     | 18  |     |     |     |     | 164 |
| 6   | Estrella Galicia 0,0      | 72       | Ret | 6   | 17  | 4   | 19  | 18  | 8   | 25  | Ret | 18  | 24  | C   | Ret | 20  | Ret | 18  | 11  | Ret | Ret | 164 |
| 5   | Bester Capital Dubai      | 5        | 12  | Ret | 21  | 5   | 10  | Ret | Ret | 4   | 6   | 17  | 6   | C   | Ret | 9   | 17  | 11  | Ret |     | 6   | 178 |
| 5   | Bester Capital Dubai      | 42       | 15  | 12  | Ret | 3   | 3   | 15  | Ret | 10  | 4   | 7   | 15  | C   | 16  | 5   | 8   | 12  | Ret | 11  | 9   | 178 |
| 7   | SIC58 Squadra Corse       | 23       | 4   | 8   | 24  | 11  | 5   | 9   | DNS | 15  | 16  | 11  | 22  | C   | 10  | Ret | Ret | Ret |     | 10  | 7   | 142 |
| 7   | SIC58 Squadra Corse       | 24       | DNS | 21  | 9   | 6   | 9   | 17  | 5   | 13  | Ret | 14  | 18  | C   | Ret | 6   | Ret | 15  | 4   | 9   | Ret | 142 |
| 7   | SIC58 Squadra Corse       | 55       |     |     |     |     |     |     |     |     |     |     |     |     |     |     |     |     | 16  |     |     | 142 |
| 8   | RBA BOE Skull Rider       | 19       | 5   | 9   | 12  | 10  | Ret | 4   | 3   | 8   | Ret | 5   | 8   | C   | 4   | Ret | 5   | 8   | Ret |     | 17  | 125 |
| 8   | RBA BOE Skull Rider       | 22       | 13  | 20  | 22  | 20  | 18  | 22  | Ret | 20  | 15  | 13  | 21  | C   | 15  | 21  | 20  | 22  | DNS | 15  | 16  | 125 |
| 9   | Sky Racing Team VR46      | 8        | Ret | Ret | Ret | 17  | Ret | 21  | Ret | 11  | 14  | 19  | 23  | C   | Ret | 14  | 7   |     |     |     |     | 97  |
| 9   | Sky Racing Team VR46      | 10       | 16  | Ret | 16  | Ret | 14  | Ret | 9   | 12  | 19  | 12  | 26  | C   | 7   | 25  | 3   | 4   | Ret | Ret | Ret | 97  |
| 9   | Sky Racing Team VR46      | 31       |     |     |     |     |     |     |     |     |     |     |     |     |     |     |     | 14  | 3   | Ret | 10  | 97  |
| 10  | Petronas Sprinta Racing   | 7        | 11  | 5   | Ret | 16  | Ret | Ret | 13  | 21  | 11  | Ret | 17  | C   | 12  | 8   | 15  | 19  | 7   | 23  |     | 96  |
| 10  | Petronas Sprinta Racing   | 26       |     |     |     |     |     |     |     |     |     |     |     |     |     |     |     |     |     |     | Ret | 96  |
| 10  | Petronas Sprinta Racing   | 71       | 8   | 16  | 11  | 12  | 16  | 16  | Ret | 19  | 10  | 22  | 7   | C   | Ret |     | Ret | 9   | 10  | 18  | 11  | 96  |
| 11  | CIP - Green Power         | 17       | Ret | 17  | 14  | Ret | 12  | 12  | 4   | Ret | 3   | Ret | 12  | C   | Ret | 10  | Ret | 5   | 14  | Ret | 3   | 91  |
| 11  | CIP - Green Power         | 76       | 19  | 24  | 19  | 14  | 13  | Ret | 12  |     |     |     |     |     |     |     |     |     |     |     |     | 91  |
| 11  | CIP - Green Power         | 81       |     |     |     |     |     |     |     | 27  | 21  | Ret | 27  | C   | 17  | 22  | 19  | 20  | 17  | 21  | 12  | 91  |
| 12  | Red Bull KTM Ajo          | 25       |     |     |     |     |     |     |     |     | 9   |     |     |     |     |     |     |     |     |     |     | 64  |
| 12  | Red Bull KTM Ajo          | 40       | Ret | 22  | 13  | DNS | 11  | 13  | Ret | 7   |     | 23  | 19  | C   | 8   | 18  | Ret | 3   | 12  | 7   | 19  | 64  |
| 13  | Südmetal Schedl GP Racing | 65       | Ret | 23  | 6   | 1   | 15  | 19  | 16  | 18  | 8   | 8   | 14  | C   | DNS | 19  | 13  | 16  | 15  | 19  | Ret | 58  |
| 14  | Marinelli Snipers Team    | 14       | 17  | 10  | 20  | Ret | 7   | 7   | Ret | 17  | 17  | 15  | 9   | C   | 11  | 16  | 14  | 6   | Ret | 8   | Ret | 57  |
| 15  | Honda Team Asia           | 27       | 7   | 19  | Ret | 9   | 17  | 20  | 6   | 16  | 18  | Ret | 16  | C   | 13  | 26  | 12  | 17  | 19  | 12  | Ret | 49  |
| 15  | Honda Team Asia           | 41       | 18  | 18  | 23  | 19  | 20  | 25  | 14  | 22  | Ret | 16  | 28  | C   | 18  | 24  | Ret | 21  | 18  | 14  | 8   | 49  |
| 16  | Reale Avintia Academy 77  | 11       | Ret | 15  | 10  | 18  | 21  | 24  | 15  | 24  |     |     |     |     |     |     |     |     |     |     |     | 24  |
| 16  | Reale Avintia Academy 77  | 77       |     |     |     |     |     |     |     |     | Ret | 21  | 25  | C   | 14  | 15  | 6   | Ret | 20  | 13  | Ret | 24  |
| Pos | Equipo                    | No. Moto | QAT | ARG | USA | ESP | FRA | ITA | CAT | NED | GER | CZE | AUT | GBR | RSM | ARA | THA | JPN | AUS | MAL | VAL | Pts |

| Color     | Resultado                                                               |
| --------- | ----------------------------------------------------------------------- |
| Oro       | Ganador                                                                 |
| Plata     | 2.ª plaza                                                               |
| Bronce    | 3.ª plaza                                                               |
| Verde     | Finalizó en los puntos                                                  |
| Azul      | Finalizó sin puntos                                                     |
| Azul      | NC - No clasificado                                                     |
| Violeta   | Ret - No terminó (Carrera)                                              |
| Rojo      | DNQ - No se clasificó                                                   |
| Negro     | DSQ - Descalificado                                                     |
| Blanco    | DNS - No empezó (carrera)                                               |
| Blanco    | WD - Retirado (fin de semana)                                           |
| Blanco    | C - Carrera cancelada                                                   |
| Sin color | DNP - Inscrito pero no participó                                        |
| Sin color | INJ - Lesionado                                                         |
| Sin color | EX - Excluido                                                           |
| Estado    | Resultado                                                               |
| Negrita   | Pole position                                                           |
| Cursiva   | Vuelta rápida                                                           |
| †         | Abandona, pero clasifica al completar el porcentaje requerido para ello |